# Рогулино
Рогу́лино   — деревня  в  Смоленской области России,  в Глинковском районе. Население – 1 житель (2007 год)  .  Расположена в центральной части области  в 12 км к юго-востоку от села Глинка,  в 1,5 км южнее  автодороги Р96 Новоалександровский(А101)- Спас-Деменск — Ельня — Починок, на правом берегу реки Стряна.   В  7 км севернее деревни железнодорожная станция Нежода на линии Смоленск  - Сухиничи. Входит в состав Бердниковского сельского поселения.   На противоположном берегу Стряны находится деревня Волково-Егорье Ельнинского района.

## История
В годы Великой Отечественной войны деревня была оккупирована гитлеровскими войсками в июле 1941 года, освобождена в ходе Ельнинско-Дорогобужской операции в 1943 году.  В 1942 году земли в деревни получил в своё владение немецкий колонист Зауэр .